# ゴマブックス
ゴマブックス株式会社は、日本の出版社である。

## 概要
ゴマブックスの前身は、ごま書房の発刊する新書版の企画・編集を目的に設立された株式会社ポケットブック社であるが、ごま書房の経営悪化に伴い、1998年7月に同社傘下を離れゴマブックス株式会社に商号変更、現在は資本関係などは一切ない。また、ごま書房の事業を譲受したごま書房新社は、設立当初から一切の資本関係がない。
2000年代には『レインボーマジック』『ロナウジーニョ The Smiling Champion』『しょこたん☆ぶろぐ』『ちびギャラ』『プロフェッショナル広報戦略』『トライ式逆転合格』など、児童書からビジネス書、タレント本など意欲的な商品を手広く出版している。2006年以降は『赤い糸』『もしもキミが。』など、ケータイ小説のベストセラーも多数。オリコンと共同運営しているケータイ小説投稿サイト「おりおん☆」の運営も行っている。芥川、太宰治、漱石などの名作文学を横書きで出版したこともある。
出版不況の中、業績不振により2009年9月に民事再生法適用を東京地裁に申請。再生認可後の同社は、電子書籍向けプラットホームに向けた電子書籍事業と受託出版に絞って事業展開している。

## 沿革
- 1988年（昭和63年）- 株式会社ポケットブック社設立
- 1998年（平成10年）7月 - ゴマブックス株式会社に商号変更。本店所在地を東京都港区虎ノ門三丁目10番5号へ移転
- 2004年（平成16年）
  - 6月 - 株式会社トレックを完全子会社化。
  - 7月 - 本店所在地を東京都港区虎ノ門二丁目7番3号へ移転。
  - 12月 - 子会社のトレックを吸収合併。
- 2005年（平成17年）6月 - ゴマ・コミュニケーションズ株式会社を資本金1,000万円で設立。
- 2006年（平成18年）
  - 2月 - ゴマ・コミュニケーションズをゴマ・ホールディングス株式会社に商号変更。
  - 5月 - 株式交換により、ゴマ・ホールディングス（資本金6億9,233万5,710円）を完全親会社とする持株会社制に移行。
  - 8月 - 本社所在地を東京都港区赤坂一丁目9番3号へ移転。
  - 9月 - 資本金1億円に減資。
- 2009年（平成21年）
  - 2月 - ゴマブックスがゴマ・ホールディングス、ポータ・パブリッシングを吸収合併[2][3]。
  - 9月 - 民事再生法適用を東京地裁に申請。負債総額38億2000万円[2][3]。
- 2023年（令和5年）
  - 6月 - みらい證券により株主コミュニティが組成される[6]。
  - 10月23日 - 本社を東京都渋谷区「エキスパートオフィス渋谷」（バーチャルオフィス）に移転。

## 過去のグループ会社

### ゴマ・ホールディングス
ゴマ・ホールディングス株式会社は、ゴマブックス、ポータ・パブリッシングなどを子会社として存在した日本の持株会社。株式上場を目的に設立されたが、リーマンショックに端を発した株式マーケットの低迷から上場を断念。戦略転換に伴う財務リストラを遂行するためゴマブックスに経営統合された。

### アクタスソリューション
マーケティングに基いた商品企画・開発、2008年7月自己破産申請

### ポータ・パブリッシング
電子出版コンテンツアグリゲート事業、2009年2月にゴマブックスに吸収合併、消滅

## 関連企業
- 漢王科技股份有限公司 - クリーク･アンド･リバー社と中国メディア向けの業務提携を結び、電子書籍リーダーにゴマブックスの書籍を取り扱っている。
- クリーク･アンド･リバー社 - コンテンツ事業をプロデュースしておりゴマブックスと提携を結んだ。
- クラウドワークス - クラウドソーシングを活用して電子書籍のライターを募集する取り組みのため業務提携を結んだ。